# Přemysl Pitter
Přemysl Pitter (21. června 1895 Smíchov – 15. února 1976 Curych) byl český protestantsky orientovaný kazatel, spisovatel, publicista, radikální pacifista a sociální pracovník.
Založil Milíčův dům na Žižkově (dnes Mateřská škola Milíčův dům). Za druhé světové války přes přísné zákazy navštěvoval a zásoboval Židy. Po válce zažádal o znárodněné zámky v okolí Prahy a zde se staral dohromady o zubožené německé, židovské a české děti. Po nástupu komunistického režimu musel uprchnout ze země; nejprve působil v Západním Německu, kde poskytoval pastorační a sociální podporu uprchlíkům v táboře Valka v Norimberku, později žil ve Švýcarsku.
Obrovská byla jeho publicistická a literární činnost. Napsal řadu náboženských knih, v letech 1924–1942 vydával časopis Sbratření, v exilu pak s Olgou Fierzovou Hovory s pisateli. Hojně spolupracoval s BBC a Svobodnou Evropou. V mládí se naučil a později v mírovém hnutí podporoval i mezinárodní jazyk esperanto.
V roce 1964 jej Jad vašem prohlásil Spravedlivým mezi národy.

## Život
Narodil se na Smíchově u Prahy v rodině ředitele tiskárny Karla Pittra a jeho manželky Žofie, rozené Hořejší. Všech jeho šest starších sourozenců zemřelo ještě v dětském věku. Nejstarší sestra Žofie zemřela v deseti letech necelý rok před narozením Přemysla. Také Přemysl se narodil jako slabé dítě a byl proto dán na výchovu k tetě Antonii Bílé, u níž v Židovicích u Kopidlna vyrůstal do čtyř let. Roku 1906 si otec zřídil vlastní tiskárnu ve Spálené ulici a o tři roky později do ní nastoupil i Přemysl Pitter. V roce 1911 mu zemřela matka a po studiu typografie v Lipsku v letech 1911–1912 mu roku 1913 zemřel i otec a musel převzít firmu. V tiskárně se seznámil s Václavem Klofáčem.
Na počátku první světové války se jako dobrovolník přihlásil do armády. Zde prožil velké duchovní obrácení a stal se pacifistou a zbožným křesťanem. Tehdy slíbil Bohu, že jestli přežije, zasvětí zbytek svého života péči o děti a potřebné lidi. Za dezerci byl odsouzen k trestu smrti, kterému ale unikl. Z války se vrátil s onemocněním malárie a během léčby se stal vegetariánem. Nový ministr obrany Václav Klofáč přijal Pittra na ministerstvo jako referenta pro délesloužící důstojníky.

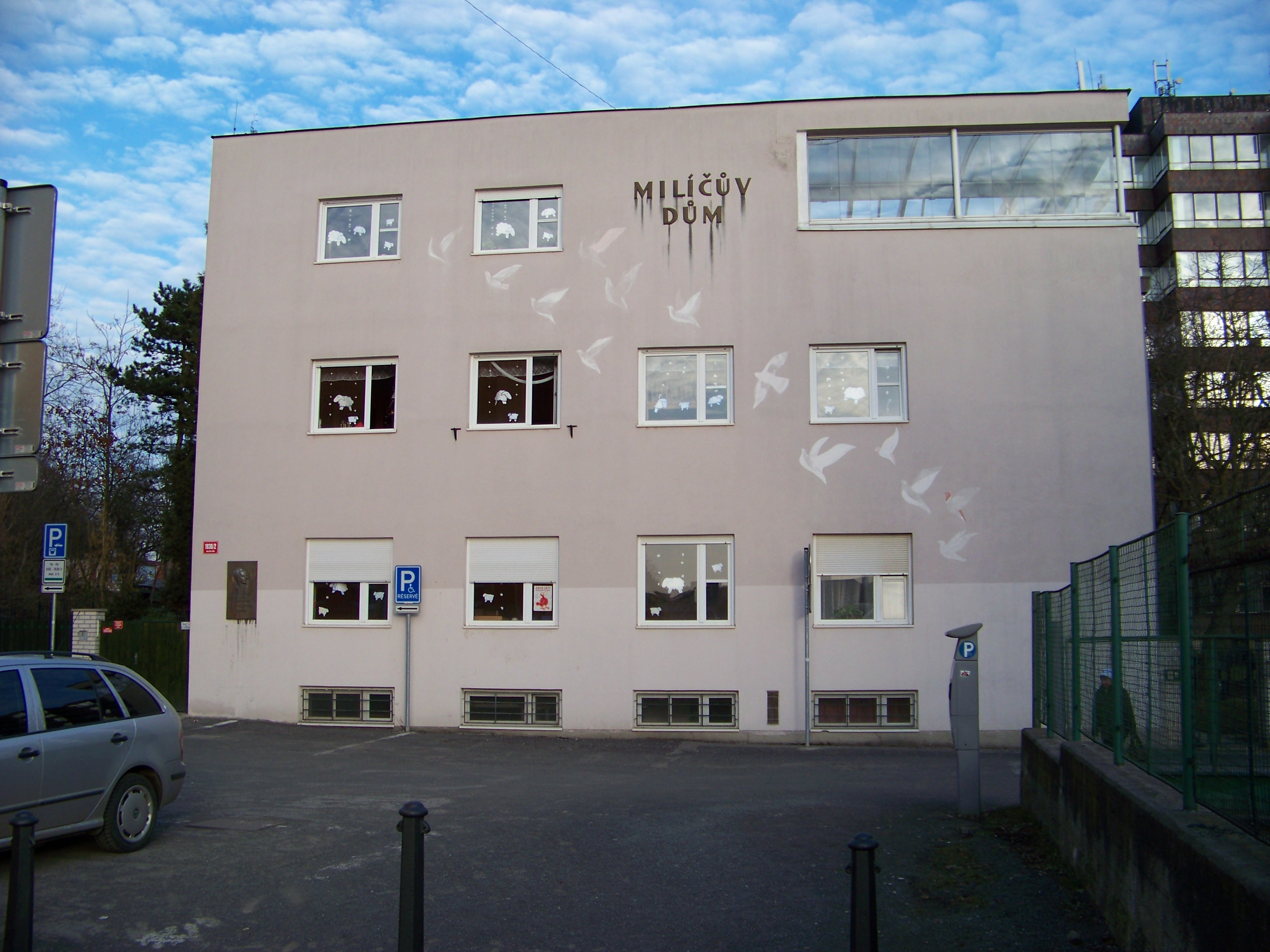
Milíčův dům v Praze na Žižkově, založený Pittrem roku 1933, dnes slouží jako mateřská škola

V letech 1920–1921 studoval na Husově bohoslovecké fakultě a v téže době založil společenství Nový Jeruzalém (dle idejí Jana Milíče z Kroměříže), kombinující prvky církevní a sociální práce. V letech 1924–1942 vydával časopis Sbratření. V roce 1926 se seznámil se Švýcarkou Olgou Fierzovou, ta se stala jeho celoživotní přítelkyní a spolupracovnicí. V roce 1933 otevřel v Praze Milíčův dům pro mimoškolní práci s dětmi.
Během 20. a 30. let 20. století se Pitter intenzivně věnoval propagaci pacifistických myšlenek, za což byl opakovaně soudně trestán a jím řízené spolky byly sledovány. Jeden z nich – Hnutí pro křesťanský komunismus – byl prvorepublikovými orgány rychle zakázán. Některé z těchto soudních sporů pomáhal Pittrovi řešit brněnský právník Jindřich Groag. Působil také ve vedení Internacionály protivníků války (WRI) se sídlem v Londýně. K dalším významným pacifistům meziválečného Československa patřil Pitterův přítel a kolega z redakce  Sbratření MUDr. Ctibor Bezděk (1872-1956).
Na přelomu 30. a 40. let vystupoval proti antisemitismu a ve Sbratření publikoval články na obranu Židů. Za druhé světové války i přes přísný zákaz navštěvoval a podporoval židovské rodiny a jejich děti, za což byl vyslýchán gestapem, kde otevřeně přiznal, že Židům pomáhá, ale zatčen nebyl. Mnoho jeho spolupracovníků však skončilo v koncentračních táborech, někteří se odtamtud už nevrátili.
Po osvobození byl Přemysl Pitter jmenován členem sociální komise České národní rady a zorganizoval akci zámky (1945–1947): ve státem zkonfiskovaných zámcích Štiřín, Olešovice, Kamenice a Lojovice a penzionu Ládví zřídil ozdravovny, kde se zotavovaly židovské děti vracející se z koncentračních táborů. Později Pitter ostře kritizoval nelidské zacházení, kterého se Češi dopouštěli ve svých internačních táborech na Němcích. Zahrnul do svého úsilí i německé děti, z těchto internačních táborů je odvážel. To mu vyneslo značné potíže, nenávist ze strany řady Čechů, vyloučení ze sociálně-zdravotní komise a dokonce obvinění ze strany ředitelství národní bezpečnosti.
Po únorovém převratu začal být Pitter i se svými spolupracovníky pronásledován. Olze Fierzové, Pittrově spolupracovnici, poté, co odjela do Švýcarska na pohřeb své sestry, již nebyl povolen vstup zpět do Československa. Na Milíčův dům byla státem uvalena nucená správa, byly omezeny jeho výchovné funkce a v roce 1951 musel Pitter odejít z funkce jeho ředitele. Od roku 1950 navíc musel čelit setrvalému zájmu Státní bezpečnosti. Dne 26. srpna 1951 proto s pomocí Olgy Fierzové a přátel uprchl do západního Německa.

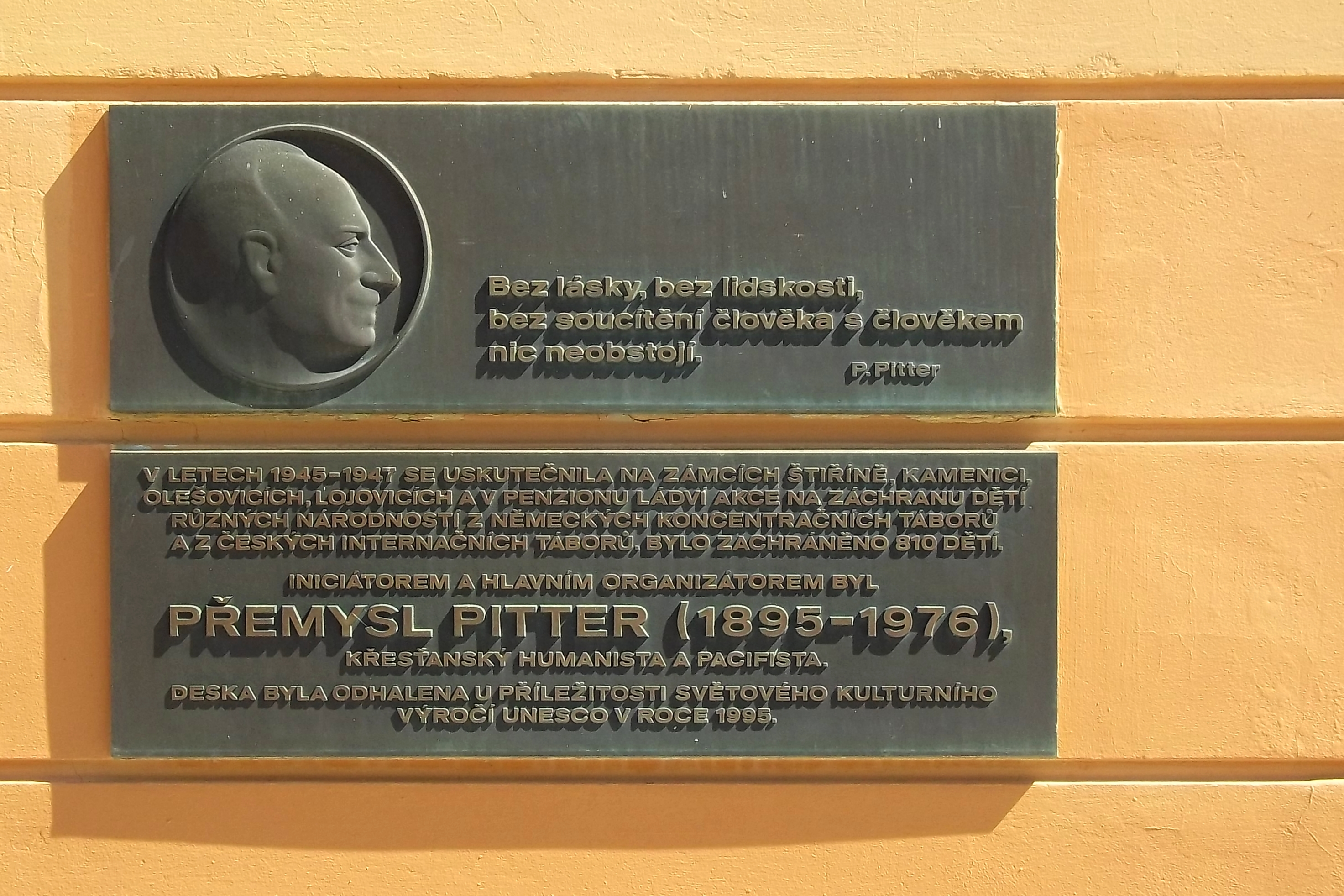
Pamětní deska na zámku Štiřín

V západním Německu začal spolupracovat s BBC a Svobodnou Evropou (později ještě s římským rozhlasem). Od roku 1952 do roku 1962 poskytoval z pověření Světové rady církví pastorační a sociální služby běžencům v uprchlickém táboře Valka u Norimberka. V roce 1963 se přesunul do Švýcarska. V Curychu založil Československou společnost pro vědy a umění, Husův sbor Čechů a Slováků a českou školu, od roku 1962 s Olgou vydávali přední exilový časopis Hovory s pisateli. Spolupracoval s německými evangelíky a se sudetoněmeckou organizací Ackermann-Gemeinde. V roce 1976 zemřel v Curychu.
Jeho zásluhou se zachoval „Husův dům" a byl postaven pomník na historickém místě upálení Mistra Jana Husa a Jeronýma Pražského v Kostnici. Byl jedním z hlavních iniciátorů uchování těchto významných míst, jedním z organizátorů jak peněžních sbírek, tak hledání nejen finančních prostředků mezi emigrantskými i německými příznivci, ale i při zakoupení domu a místa pro pomník. Vyjednal s tamními úřady jejich právní zajištění, zachování a údržbu.

## Ocenění
- 1964 – Spravedlivý mezi národy[12]
- 1973 – Záslužný kříž I. třídy Spolkové republiky Německo (za pomoc německým dětem)
- 1975 – Čestný doktorát teologie univerzity v Curychu
- 1976 – Medaile od sudetoněmecké evangelické Johannes Mathesius Gesellschaft (in memoriam)
- 1991 – Řád TGM I. třídy in memoriam

#### Knihy o Přemyslu Pittrovi a jeho práci
- FIERZOVÁ, Olga: Dětské osudy z doby poválečné, Spolek přátel mládeže a družstva Milíčův dům, Praha 1992
- FALTUSOVÁ, Magdaléna: Milíčův dům Přemysla Pittra na pražském předměstí – příklad česko-německo-židovského soužití, NPMK, Praha 2008, ISBN 978-80-86935-07-2
- FLEKAČOVÁ, Lucie. Přemysl Pitter a jeho pojetí náboženství a sociální práce. 2015 [cit. 2015-10-03].  Bakalářská práce. Univerzita Palackého v Olomouci, Pedagogická fakulta. Vedoucí práce PhDr. Petr Zima, Ph.D..   Dostupné online.
- KOCMICHOVÁ, Jaroslava. Přemysl Pitter – Život pro druhé Eticko-sociální aspekty dějinné profilace života a díla. 2009 [cit. 2015-10-03].  Diplomová práce. Jihočeská univerzita v Českých Budějovicích, Teologická fakulta. Vedoucí práce Ing. Jaroslav Šetek, Ph.D..   Dostupné online.
- KOHN, Pavel. Kolik naděje má smrt: židovské děti z poválečné akce "zámky" vzpomínají. Brno: L. Marek, 2000. ISBN 80-86263-09-6. S. 311.
- KOHN, Pavel. Můj život nepatří mně: čtení o Přemyslu Pittrovi. Praha: Kalich, 1995. 78 s.
- KOSATÍK, Pavel. Sám proti zlu. Život Přemysla Pittra (1895-1976). Praha, Litomyšl: Paseka, 2009. ISBN 978-80-7185-971-0. S. 384.
- KRAFT, Karel: Heroo de amo: la vivo de Přemysl Pitter
- LAJSKOVÁ, Lenka, a kol.: Jsem Jehuda Bacon. Holocaust a poválečná doba očima izraelského malíře českého původu, NPMK, Praha 2017, ISBN 978-80-86935-36-2
- LAJSKOVÁ, Lenka (ed.): Přemysl Pitter: "Nečekejme na velké chvíle!", "Akce zámky" (1945-1947) v zrcadle korespondence z let 1946–1990, NPMK, Praha 2015, ISBN 978-80-86935-31-7
- MATOUŠ, Miroslav. Zvláštní člověk Přemysl Pitter. Praha: Bonaventura, 2001. 78 s. ISBN 80-85197-26-X.
- PASÁK, Tomáš. Život Přemysla Pittra. Praha: Ústav pro informace ve vzdělávání, 1995. 83 s. ISBN 80-211-0212-8.
- PASÁK, Tomáš: Přemysl Pitter – život pro druhé
- PITTER, Přemysl – FIERZOVÁ, Olga: Nad vřavou nenávisti, Kalich 1996, ISBN 80-7017-972-4. S. 236.
- STRAKOVÁ, Renáta. Neobyčejný člověk Přemysl Pitter jako sociální pedagog. 2014 [cit. 2015-10-03].  Bakalářská práce. Univerzita Tomáše Bati ve Zlíně, Fakulta humanitních studií. Vedoucí práce doc. PhDr. Mgr. Jaroslav Balvín, CSc..   Dostupné online.
- ŠTÝBNAROVÁ, Monika. Přemysl Pitter jako pedagogický a náboženský myslitel.. 2011 [cit. 2015-10-03].  Bakalářská práce. Univerzita Palackého v Olomouci, Pedagogická fakulta. Vedoucí práce PhDr. Petr Zima, Ph.D..   Dostupné online.
- VRBKA, Vít. Environmentální motivy v díle Přemysla Pittra. Brno,, 2015 [cit. 2015-10-03].  Bakalářská práce. Masarykova univerzita, Fakulta sociálních studií. Vedoucí práce Bohuslav Binka.   Dostupné online.

- Sborníky
  - Přemysl Pitter, život a dílo – sborník referátů a diskusních příspěvků z mezinárodního semináře v Pedagogickém muzeu J. A. Komenského v Praze v roce 1993, Praha 1994
  - Přemysl Pitter, život – dílo – doba – sborník referátů a diskusních příspěvků z mezinárodní vědecké konference na Univerzitě Karlově v Praze v roce 1995, Praha 1996
  - Vojáku Vladimíre... Karel Čapek, Jindřich Groag a odpírači vojenské služby. Praha 2009. ISBN 978-80-904272-1-1